# Chỉ giới đường đỏ
Chỉ giới đường đỏ là đường ranh giới được xác định trên bản đồ quy hoạch và thực địa để phân định ranh giới giữa phần đất để xây dựng công trình và phần đất được dành cho đường giao thông hoặc các công trình kỹ thuật hạ tầng, không gian công cộng khác. Trong đô thị, chỉ giới đường đỏ là toàn bộ lòng đường, bó vỉa và vỉa hè.